# Plac Zwycięstwa w Petersburgu
Plac Zwycięstwa (ros. Пло́щадь Побе́ды) – plac znajdujący się w petersburskiej dzielnicy Moskowskij rajon, w centralnej części miasta, nazwa placu pochodzi od sowieckiego zwycięstwa podczas wielkiej wojny ojczyźnianej. Plac znajduje się na końcu Moskiewskiego Prospektu, w pobliżu lotniska Pułkowo.
Na obszarze placu znajduje się pomnik bohaterskich obrońców Leningradu, który upamiętnia ofiary i ocalonych z oblężenia Leningradu. Pomnik, został zaprojektowany i wykonany m.in. przez: Michaiła Konstantynowicza Anikuszyna, wzniesiony został w 1975 roku, wydarzenie to zbiegło się z trzydziestą rocznicą zakończenia wojny. Całość składa się z wysokiego na 48-metrów obelisku, dużego marmurowego muru w formie pierścienia, oraz podziemnego multimedialnego muzeum.